# Archaeplastida
Archaeplastida ou Primoplantae é uma das grandes linhagens de eucariotas, sendo constituídos pelas plantas terrestes, pelas algas verdes e algas vemelhas, e um pequeno grupo chamado Glaucophyta.
Todos estes organismos possuem plastídeos rodeados por duas membranas, sugerindo que se desenvolveram directamente a partir de cianobactérias endossimbióticas.
Nos outros grupos, os plastídeos são rodeados por três ou quatro membranas e podem ter sido adquiridos secundariamente a partir de algas verdes ou vermelhas.
As células tipicamente carecem de centríolos e as mitocôndrias possuem cristas planas.
Normalmente ocorre uma parede celular que inclui celulose, e as reservas energéticas são armazenadas sob a forma de amido. No entanto, estas características também são partilhadas por outros organismos eucariotas.
A evidência principal de que os Archaeplastida formam um grupo monofilético advém de estudos genéticos, que indicam que os plastídeos tiveram uma origem comum.
Os Archaeplastida caem em duas linhas evolutivas principais.
As algas vermelhas são pigmentadas por clorofila a e ficobilinas, tal como a maioria das cianobactérias.
As algas verdes e as plantas terrestres (juntas conhecidas como Viridiplantae, do latim para "plantas verdes") são pigmentadas com clorofilas a e b, mas não possuem ficobiliproteínas.
A posição dos Glaucophyta é incerta; têm os pigmentos típicos das cianobactérias e são pouco usuais devido ao facto de reterem uma parede celular nos plastídeos, chamados cianelas.
Cavalier-Smith (1981) sugeriu que o reino Plantae deveria referir este grupo e de acordo com tal ser chamado de "Plantae sensu lato", mas outras versões deste reino ainda são de uso comum.
O nome mais preciso, Archaeplastida, foi introduzido por Adl et al. (2005). Outro nome para o mesmo clado, publicado por Palmer et al. (2004), é Primoplantae.

## História taxonómica
Alguns autores simplesmente se têm referido a este grupo como plantas ou Plantae. Devido ao facto de o mesmo nome ser também aplicado a um clado menos inclusivo, como Viridiplantae e Embryophyta, este grupo maior é por vezes denominado como Plantae sensu lato ("plantas num sentido amplo").
Porque o nome Plantae é ambíguo, outros nomes foram propostos.
Primoplantae, que apareceu em 2004, parece ser o primeiro novo nome sugerido para este grupo.
Outro nome que também foi aplicado é Plastida, definido como o clado que partilha "plastídeos origem primária em Magnolia virginiana Linnaeus 1753".
Mais recentemente, o nome Archaeplastida foi proposto.

## Morfologia
Todos os Archaeplastida possuem plastídeos, denominados cloroplastos, onde ocorre a fotossíntese, e que são derivados de cianobactérias capturadas.
Nos Glaucophyta, talvez os mais primitivos dentro do grupo, os cloroplastos são chamados de cianelas e partilham características com as cianobactérias, incluindo uma parede celular com peptidoglicano que não ocorre em outros Primoplantae.
Esta semelhança entre cianelas e cianobactérias suporta a teoria endossimbiótica.
Os Archaeplastida variam bastante no que diz respeito ao grau da sua organização celular, desde células isoladas, até filamentos, colónias e organismos multicelulares.
Os primeiros Primoplantae eram unicelulares e hoje em dia muitos dos seus grupos constituintes assim permanecem.
A multicelularidade evoluiu separadamente em diferentes grupos, incluindo nas algas vermelhas, nas ulvofíceas e nas algas verdes que originaram as Charales e as plantas terrestres. As células da maioria dos Archaeplastida possuem paredes, normalmente, mas não sempre, constituídas por celulose.

## Endosimbiose
Porque os Archaeplastida ancestrais adquiriram os cloroplastos directamente, por incorporação de cianobactérias, o evento é denominado de endossimbiose primária.
Evidência para este facto inclui a presença de membrana dupla à volta do cloroplasto; uma membrana pertencente à bactéria e outra ao eucariota que a absorveu.
Ao longo do tempo, muitos genes do cloroplasto foram sendo transferidos para o núcleo da célula hospedeira.
A presença de tais genes no núcleo de eucariotas sem cloroplastos, sugere que esta transferência aconteceu no início da evolução dos Primoplantae.
Todos os outros eucariotas com cloroplastos adquiriram-nos por incorporação de um Archaeplastida unicelar no seu cloroplasto derivado de bactérias.
Os cloroplastos dos Euglenoidea e dos Chlorarachnea parecem ser algas verdes que foram capturadas.
Outros eucariotas fotossintéticos possuem cloroplastos que são algas vermelhas capuradas, e incluem os Heterokontophyta,, os Haptophyta e os dinoflagelado.
Porque estes envolvem a endossimbiose de células que possuem os próprios endossimbiontes, o processo é chamado de endossimbose secundária.
Os cloroplastos destes eucariotas são tipicamente rodeados por mais do que duas membranas, reflectindo a sua história de múltiplas incorporações.

## Registro fóssil
Talvez os registros mas antigos dos Archaeplastida sejam microfósseis encontrados no norte da Austrália.
A estrutura deste fósseis unicelulares apresenta semelhança com as algas verdes actuais. Datam do Mesoproterozóico, há cerca de 1 500 a 1 300 milhões de anos
Estes fósseis são consistentes com um estudo utilizando um relógio molecular, que calculou que este clado divergiu há cerca de 1 500 milhões de anos.
O registo fóssil mais antigo que se pode atribuir a um grupo moderno é a alga vermelha Bangiomorpha, ocorrendo há 1 200 milhões de anos.
No Neoproterozóico tardio, os fósseis de algas tornaram-se mais numerosos e diversificados. Eventualmente, no Paleozóico, as plantas emergiram para a terra.